# Новомихайловка (Переволоцкий район)
Новомихайловка — село в Переволоцком районе Оренбургской области в составе сельского поселения Преторийский сельсовет.

## География
Находится на расстоянии примерно 42 километра по прямой на север от районного центра поселка Переволоцкий.

## Население
Население составляло 89 человек в 2002 году (70% русские),  80 по переписи 2010 года.